# Radikal 48
Radikal 48 mit der Bedeutung „Arbeit“ ist eines von 31 traditionellen Radikalen der chinesischen Schrift, die aus drei Strichen bestehen.
Das Zeichen ist ähnlich dem Katakanazeichen エ „e“. 

## Schriftzeichenverbindungen, die vom Radikal 48 regiert werden
| Striche | Zeichen  |
| ------- | -------- |
| +0      | 工       |
| +02     | 左 巧 巨 |
| +03     | 巩 巪    |
| +04     | 巫       |
| +07     | 差       |
| +09     | 巯       |
| +10     | 巰       |

 Im Unicodeblock Kangxi-Radikale ist das Radikal 48 unter der Codepointnummer 12.079 (U+2F2F) codiert.